# Lutton (Lincolnshire)
Lutton lub Sutton St. Nicholas – wieś i civil parish w Anglii, w Lincolnshire, w dystrykcie South Holland. W 2011 civil parish liczyła 1261 mieszkańców. Lutton jest wspomniana w Domesday Book (1086) jako Luctone.